# Читралада
Дворец Читралада (тайск. พระตำหนักจิตรลดารโหฐาน) — резиденция короля Пхумипона Адульядета (Рама IX) и королевы Сирикит в Бангкоке. Король Пхумипон был первым царем династии Чакри, жившей во дворце Читралада. Он переехал туда после загадочной смерти в Большом дворце своего старшего брата, короля Рамы VIII. На первом этаже дворца находится школа Читралада, первоначально созданная для детей королевской семьи.